# Millennium Transportation International

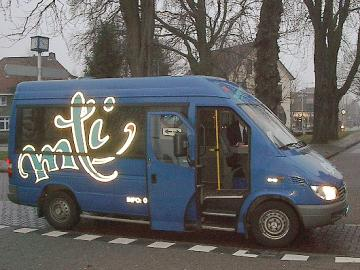
Een (stads)busje van MTI voor station Meppel

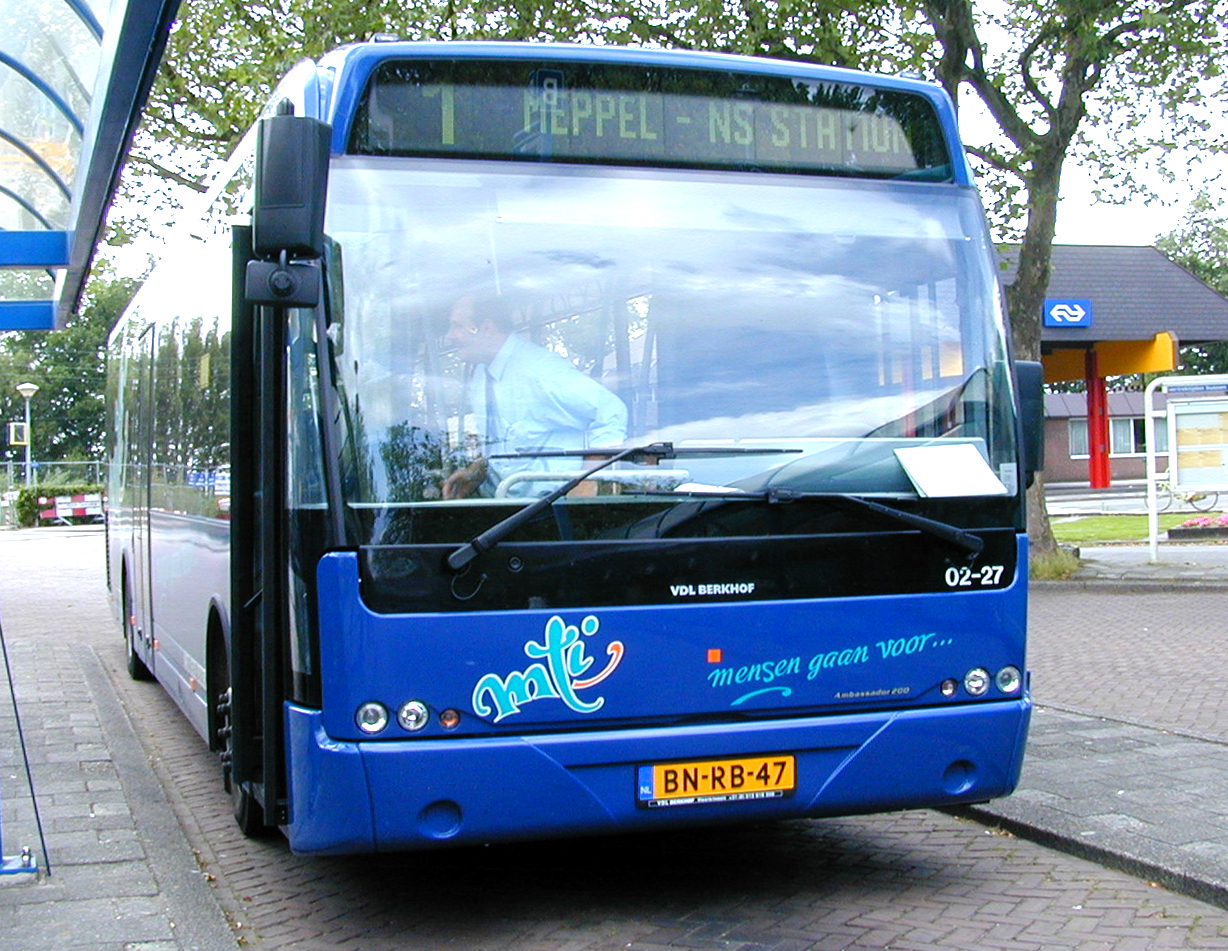
MTI had ook grote bussen in dienst voor de spitsritten.

MTI, ofwel Millennium Transportation International, was een vervoerbedrijf dat actief was in het stads- en streekvervoer. Dit bedrijf was opgericht door de Hoogeveense ondernemer en oud-gemeenteambtenaar Jaap Zwama. MTI exploiteerde sinds juni 2001 stadsvervoer in Oss (MTI Noord-Brabant BV). In september 2002 kreeg het bedrijf van de politiek de gelegenheid om haar concept van openbaar vervoer in de praktijk te brengen met stadsvervoer (als MTI Drenthe BV) in Meppel en Hoogeveen en het streekvervoer in het gebied tussen die twee plaatsen.
MTI maakte voor het stadsvervoer gebruikt van 8-persoonsbusjes. Deze busjes reden, net als de dolmuş in Turkije, volgens vaste routes zonder haltes. Instappen kon overal langs de route door je hand op te steken en uitstappen door de chauffeur te waarschuwen. Een voordeel hiervan was dat de reiziger niet meer naar een halte hoefde te lopen en uit kon stappen zo dicht mogelijk bij zijn reisdoel. Nadeel was dat incidentele reizigers moeite hebben om de route en de vertrektijden te vinden.
Naast voordelen voor de reiziger kende deze vorm van exploitatie ook voordelen voor MTI. De kleine busjes waren goedkoper in exploitatie omdat de chauffeurs ervan onder de Taxi-CAO vallen. De rechter heeft in maart 2004 echter bepaald dat MTI-chauffeurs wel volgens de ov-cao betaald moeten worden. 

## Problemen
MTI heeft op 27 april 2004 rond 19:00 uur de stadsdienst in Oss stilgelegd. Het bedrijf had onenigheid met de OV-autoriteit Noord-Brabant over de subsidie. De concessie liep op 5 juni af en de provincie wilde vanaf die datum in zee gaan met een goedkopere exploitant.
Bij de interlocale lijnen in Drenthe waren er in het begin veel problemen. MTI had nauwelijks beschikking over grote streekbussen, waardoor er in de spitsuren vele reizigers gedupeerd werden. De voormalig vervoerder Arriva reed weliswaar nauwelijks meer in de late avond, maar verzorgde in de spits halfuursdiensten. MTI daarentegen reed altijd een keer per uur, maar wel met laatste ritten na 23.00 uur. Omdat diverse ritten nauwelijks reizigers vervoerden, heeft ook MTI later diverse ritten geschrapt. 
Ook was er de vreemde situatie ontstaan dat er in Hoogeveen twee stadsdiensten werden gereden. De oude met grote bussen door Arriva en een nieuwe met kleine busjes door MTI.

### Faillissement
Door de grote schulden van MTI Noord-Brabant, had de directie voor beide MTI BV's op 29 april 2004 het faillissement aangevraagd bij de rechtbank van Assen. Op 4 mei 2004 is het bedrijf failliet verklaard. Opvallend was, dat Directeur Zwama al voor de rechtszaak over de cao's had aangegeven dat het bedrijf failliet zou gaan als de beslissing voor MTI ongunstig zou uitpakken. Hetgeen dus ook geschiedde.

#### MTI Drenthe BV
Directeur Zwama heeft na de faillissementsaanvraag overwogen een doorstart te maken met een nieuw op te richten bedrijf voor de regio Meppel-Hoogeveen. Na de doorstart zou het bedrijf nog steeds 'MTI' heten, wat dan echter 'Mijn Transport Ideaal' ging betekenen. Een dag later werd bekendgemaakt op een persconferentie dat MTI Drenthe de concessie heeft overgedragen aan BBA en dat de provincie met deze overdracht heeft ingestemd. Per 1 mei 2004 werd BBA de nieuwe concessiehouder. BBA zou het huidige systeem van halteren door middel van hand opsteken willen behouden. 
Na het faillissement op 4 mei, is curator van MTI, mr. R.A.A. Geene, van mening dat de concessieoverdracht aan BBA onrechtmatig is, omdat er andere vervoerders waren die wilden betalen voor de concessie. Hierdoor zouden de schuldeisers van MTI benadeeld worden. Op 11 mei 2004 werd bekend dat de concessie hoogstwaarschijnlijk zou worden overgedragen aan Arriva, omdat deze vervoerder voor de concessie wilde betalen. Op 18 mei 2004 werd echter bekend dat BBA de concessiehouder blijft omdat curator Geene van de overdracht aan Arriva af zag, nadat hij gesprekken had gevoerd met de provincie en Arriva.
BBA heeft de naam MTI nog een tijd gebruikt voor de busdiensten in Drenthe, maar gebruikt sinds eind 2004 de naam BBA InterHoMe. Het systeem met de kleine busjes wordt vooralsnog in ongewijzigde vorm voortgezet. Eind 2004 is de voormalig oprichter en directeur van MTI, Jaap Zwama, bij BBA in dienst getreden.
In 2005 zijn de lijnen in Drenthe naar Connexxion gegaan. Hiermee is het experiment met MTI afgesloten. De door MTI ingestelde nieuwe lijnen zijn nog op een of andere wijze in dienst (reguliere ritten of op oproep), maar met een uitgeklede dienstregeling. De streeklijnen hebben nu een dienstregeling die vergelijkbaar is met toen ze door Arriva werden gereden. Alleen de door Arriva verzorgde halfuursdiensten in de spits zijn niet teruggekeerd. Meppel heeft nu weer een stadsbus (uurdienst), terwijl Hoogeveen nu een stadsdienst heeft die eens per uur rijdt, waar Arriva soms 2 tot 3 maal per uur reed.

#### MTI Noord-Brabant BV
BBA en Connexxion hadden aangeboden om het stadsvervoer in Oss over te nemen. Maar de provincie Noord-Brabant was niet ingegaan op beide aanbiedingen en wilde pas na het faillissement weer een nieuwe vervoerder. FNV Bondgenoten was van mening dat de provincie grote fouten had gemaakt door niet zo snel mogelijk een nieuwe vervoerder te regelen voor de stadsdienst.
Vanaf 5 mei 2004 werd het stadsvervoer in Oss hervat door Area, een onderdeel van Maaskant Reizen.